# 海王星の発見

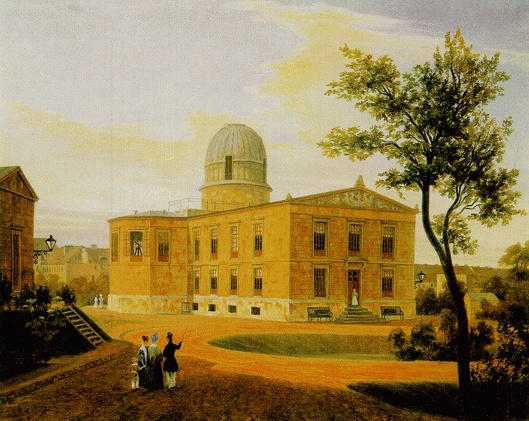
海王星の発見場所となった、リンデン・ストリートにあるベルリン天文台

この項目では、海王星の発見（かいおうせいのはっけん）について述べる。海王星は、望遠鏡による観測の前に、数学的な計算によってその位置が予測され、発見された惑星である。フランス人天文学者ユルバン・ルヴェリエの予測に基づき、1846年秋分9月23日から24日の夜に、ベルリン天文台でヨハン・ゴットフリート・ガレがハインリヒ・ダレストとともに行った望遠鏡観測で実在が確認された。
海王星の発見後、それ以前にもこの天体が幾度も観測されていたことがわかったが、いずれの場合も惑星とは認識されていなかった。1781年にウィリアム・ハーシェルが天王星を発見してから、1846年までに天王星は公転軌道をほぼ1周していた。その間、天体力学が発達し、天王星の軌道にアイザック・ニュートンの万有引力では完全に説明できない不規則性が見いだされていた。天文学者らは、天王星より外周に未知の惑星があり、その引力が影響を及ぼしているものと考え、1845年、パリのユルバン・ルヴェリエとケンブリッジのジョン・クーチ・アダムズがそれぞれ別個にそのような惑星の位置の計算を開始した。ベルリン天文台における海王星発見の直後、当時のイギリス王室天文官のジョージ・ビドル・エアリーがアダムズもすでに惑星の発見を予測していたと発表し、国際的な先着論争を引き起こした。しかし、1846年、王立協会はアダムズには言及せず、ルヴェリエの業績を称えてコプリ・メダルを授与した。パリ天文台長のフランソワ・アラゴは、「ルヴェリエはいっさい天空を見ることもなく、『ペンの先』（計算のみ）でこの惑星を発見した」と述べた。
海王星発見のわずか17日後、ウィリアム・ラッセルは衛星のトリトンを発見した。

## 初期の観測
海王星は、視等級が7.7より明るくなることはなく、非常に暗いため裸眼では見えない。そのため、海王星が観測されはじめたのは、望遠鏡が発明されてからのことである。ガリレオ・ガリレイが1613年に、ジェローム・ラランドが1795年、ジョン・ハーシェルが1830年に海王星を観測し記録しているが、当時これを惑星と認識した者はなかった。しかしながら、これらの「発見」前の観測は、海王星の軌道を正確に予測する上で大きな役割を果たした。
ガリレオが残した星図は、彼が1612年12月28日と1613年1月27日に木星の非常に近くにある天体（海王星）を観測し、いずれの際も恒星と誤認していたことを示している。従来、ガリレオはこの天体を青色の恒星と認識していたと考えられてきたため、ガリレオは海王星の発見者とされていない。ガリレオが海王星を初めて観測した1612年12月のまさにその日に海王星は逆行しようとしたところで、そのため空で動いていないように見えた。しかし、2009年7月、メルボルン大学の物理学者デヴィッド・ジャミーソンは、実はガリレオがこの星について何か特異な点があることに気付いていたと考えられる新たな証拠があると発表した。ジャミーソンによれば、ガリレオはノートの1冊に、1月28日に観測した背景の恒星（海王星）に動きがあったと書いており、さらに1月6日の観測記録には海王星の位置にあたる場所に名の記されていない黒点を書き残している。これらはガリレオが新惑星を発見した可能性を考えていた証拠だとジャミーソンは指摘している。しかしこれまで、ガリレオがこの天体を惑星と認識していたことを示す明確な証拠もなく、またこの観測結果を発表したということもない。さらに彼がこの天体を再び観測しようと試みたという証拠もない。
1847年、アメリカ海軍天文台のシアーズ・ウォーカーが「発見」以前の海王星観測記録を探すために過去の調査記録等を洗い出したところ、1795年にパリ天文台でラランドのスタッフが行った観測は、海王星の方角であったことを突き止めた。1795年5月8日と5月10日の観測カタログを見ると、海王星が位置していたと考えられる場所に「恒星」が記録されていた。その天体には位置が不正確、または観測の誤りを示すコロンが付されていたが、天文台の記録原本の再調査により、初めてこの天体が海王星であって、両日の観測における位置のずれは惑星の運行が原因であることが確認された。1795年の海王星の位置が判明したことで、海王星の軌道計算がより精密に行えるようになった。
1781年、ウィリアム・ハーシェルが天王星を観測によって発見したのは偶然であったが、息子のジョン・ハーシェルもまた偶然に「海王星を発見」しそうになった。1846年のフリードリッヒ・フォン・シュトルーベに宛てた手紙の中で、ジョン・ハーシェルは、1830年7月14日の掃天観測の際に彼は海王星を観測したと述べている。ハーシェルの望遠鏡は、海王星を惑星らしい青い小さな円盤に解像できるほどの精度であったが、ハーシェルはそれに気付かず、恒星だと誤認した。

## 天王星の軌道の不規則性
1781年、アンダース・レクセルは天王星の軌道を計算し、初めてその不規則性に気付いた。彼は、天王星の軌道に摂動を与えるもう1つの惑星が太陽系内にあり、太陽系は100AUもの範囲に広がることを示唆した。
1821年、アレクシス・ブヴァールは、ニュートンの万有引力の法則に基づいた将来の予測位置も含めた天王星の軌道表を出版した。
その後の観測で、この表からかなりの逸脱があることが明らかとなり、ブヴァールは
摂動天体を仮定するに至った。惑星の黄経と太陽からの距離に関するこれらの不規則性は、太陽の重力の影響や単なる観測誤差、未知の惑星の影響等、様々な仮説での説明が試みられた。

aの位置では、外側の惑星の重力が天王星の軌道を摂動させ、予測された位置から引っ張る。bの位置では逆のことが起き、摂動により天王星の軌道運動は遅れる。

アダムズは学部生の頃からこの不規則性について学び、「摂動」仮説を確信した。アダムズは、天王星の観測データと万有引力の法則を用いて、摂動天体の質量、位置、軌道を推定することができると信じた。
1843年の最後の試験の後、アダムズは大学のフェローに選ばれ、コーンウォールでの夏休みを最初の6個の代入の計算に費やした。

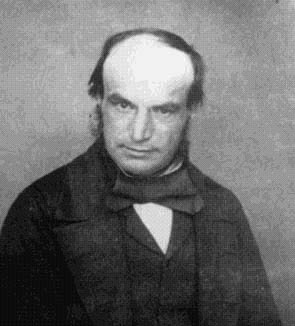
ジョン・クーチ・アダムズ

近代の用語で言えば、この問題は、観測データから数理モデルのパラメータを推定する逆問題である。この問題は、コンピュータの出現以降であれば単純な問題に過ぎないが、当時は多くの研究機関での手計算を必要とした。アダムズはまず、経験に基づいたティティウス・ボーデの法則を用いて、仮想天体の名目上の位置を推定した。彼は次に、摂動天体の推定位置を用いて天王星の経路を計算し、計算された経路と観測結果の差を求めた。その後、彼は回帰分析と似た方法を用い、観測との差から仮想天体の位置を計算し直すことを何度も繰り返した。
1844年2月13日、 ケンブリッジ天文台長のジェームズ・チャリスは、アダムズのために、王室天文官のジョージ・ビドル・エアリーに対し、天王星の位置のデータを要求した。アダムズは1845年9月18日に計算を完了した。
恐らくアダムズは1845年の夏にチャリスに自身の研究を伝えたが、その方法について口論になったのであろう。このやりとりの内容や日付については、チャリスからAthenaeum誌に宛てた1846年10月17日の書簡の中でしか明らかになっていない。しかし、1904年にサンプソンがアダムズの論文の中に「新しい惑星」("the New Planet")という記載があり、アダムズの筆跡ではない手書きの文字で「1845年9月受け取り」("Received in September 1845")と署名してあることを示すまで、いかなる書類も確認されていなかった。この記述はしばしばアダムスの優先権を示すものとされるが、歴史家の中には、"the New Planet"という表現は1854年当時の用語ではないこと等を根拠に 信憑性を疑う者もいる。さらに、計算の結果は数週間後にエアリーに伝えたものと異なっている。アダムズは確かにチャリスに計算の詳細を伝えておらず、チャリスは天体の位置を連続して近似していく彼の手法を知らなかった。そのため、天文台での骨の折れる観測計画を始める気がなくなっていき、「労力がかかることは確かであるが、成功するか否かは不確かである」と述べている。

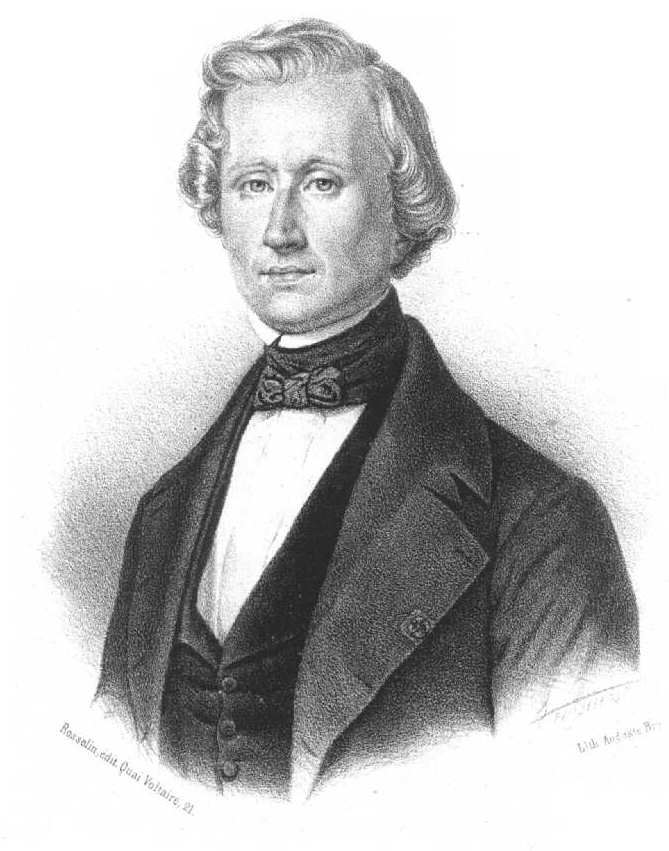
ユルバン・ルヴェリエ

その一方、ユルバン・ルヴェリエは1845年11月10日にパリの科学アカデミーに対し、天王星についての報告を行い、これまでの理論ではその運動を説明できないことを示した。彼はアダムズの研究を知らずに同様の研究を行い、1846年6月1日、科学アカデミーでの会合で一般に対して2度目の報告を行った。この中で、彼は仮想の摂動天体についての位置を与えたが、質量や軌道については与えなかった。ルヴェリエは、海王星は予測された位置から1°以内にあるとした。

## 探索
ルヴェリエの6月の予測の知らせをイギリスで受けたジョージ・エアリーは、すぐにルヴェリエとアダムズの結果の類似性に気付いた。その時まで、アダムズの研究は好奇心以上のものではなかったが、独立して行われたルヴェリエの研究により同じ結果がでたことにより、エアリーは秘密裏に惑星の探索を試みた。1846年7月、グリニッジ天文台のBoard of Visitorsで行われたチャリスとジョン・ハーシェルも出席した会合で、エアリーはチャリスに、ケンブリッジ天文台にある11.25インチの赤道儀で、「問題をほとんど絶望的な状況から救うため」至急惑星を観測するように提案した。探索は7月29日に始まった。アダムズは研究を続け、1845年及び1846年に、間違った空域を探していたチャリス率いるイギリスのチームに6つの解を提供した。パリとベルリンで海王星の発見が公表された後、8月8日と8月12日に観測されていたことが明らかとなったが、チャリスは最新の星表を持っていなかったため、それが惑星だと気付かなかった。

## 発見
ルヴェリエは、彼の発表がアダムズの私的な計算を裏付けたことで、イギリスが惑星探査を始めていることに気付いていなかった。8月31日、ルヴェリエは3度目の報告を行い、新天体の質量と軌道の情報を与えた。フランスの天文学者にこの問題に関心を持たせることに失敗し、ルヴェリエは最終的に自身の結果をベルリン天文台のヨハン・ゴットフリート・ガレに郵送した。ガレは9月23日にルヴェリエからの手紙を受け取り、すぐにルヴェリエが示唆した方角の観測を始めた。ガレが指導する学生のハインリヒ・ダレストは、最近描かれた星図とルヴェリエの予測した位置の現在の空を比較し、惑星を探すことを提案した。
海王星は、探し始めてから1時間以内の午前零時直後に、ルヴェリエが予測した位置から1°以内に発見された。さらに2晩観測を続けてその位置と運動を確定し、ガレは「惑星はあなたが計算したところに本当にあった」と驚きを持ってルヴェリエに返信した。この発見に用いられた望遠鏡は、ヨゼフ・フォン・フラウンホーファーのMerz und Mahler社による赤道儀式の色収差補正反射望遠鏡であった。

## その後
発見の公表後、ハーシェル、チャリスと王立天文学会の外務担当リチャード・シープシャンクスはアダムズが既に惑星の性質と位置を計算で求めていたと発表した。最終的にはエアリーが状況の説明を公表し、アダムズの報告がNautical Almanacに付録として付けられることになった。しかし、エアリーが出版した版は、アダムズが黄経だけに言及し、軌道要素については明らかにしなかった事実を隠すために「重要な表現」を省略した編集版であった。
フランスとイギリスでは、2人の天文学者の功績に関する激しい議論が巻き起こった。イングランドではエアリーに多くの批判を受けた。アダムズは内気な青年で、彼のキャリアを確立するか崩壊させるかどちらかの結果を公表するのをためらった。エアリーとチャリスは、特にジェームズ・グレーシャーから、若い才能に対する指導者の役割を適切に果たさなかったことに対して批判を受けた。チャリスはそれを悔いたが、エアリーは自身の行為を擁護し、惑星の探査はグリニッジ天文台の役割ではなかったと主張した。全体として、エアリーは自身の伝記作家からは擁護されている。フランスでは、未知のイギリス人の主張は、ルヴェリエの功績をおとしめるものとして批判された。
王立学会は1846年に、アダムズには言及せずルヴェリエの功績に対してコプリ・メダルを授与した。しかし、ケンブリッジでのアダムズの学術的な名声は保証された。真実が知られるようになると、イギリスの天文学者の中には、2人の天文学者が独立に海王星に関する問題を解き、ほぼ同程度の重要さであったという観点を主張しようとする者もいた。しかしアダムズ自身は公式にルヴェリエの優位性を認め、1846年11月に王立天文学会に提出した論文でも（ガレの果たした役割にも言及しつつ）ルヴェリエの功績を認めた。
批判はそのすぐ後にもなされた。アダムズもルヴェリエも自身の計算による予測に対して過度に楽観的であり、また2人とも太陽からの距離をかなり過大に評価していた。さらに、2人ともほぼ正しい黄経が得られたのは、「たまたま軌道のタイミングがあったから」であったことも示唆された。この批判は、Danjon (1946)によって詳しく論じられ、2人が計算した海王星の軌道の大きさは、全体として実際とはかなり異なるものだったが（2人が計算した値自体は非常に似ていた）、観測から計算までの期間の実際の軌道には類似していた。そのため、2人とも実際よりもずっと大きな軌道主軸の値を用いていた事実はそれほど重要ではなかった。
フランソワ・アラゴが当初ルヴェリエ("Le Verrier")と呼んでいた新しい惑星には、海王星(Neptune)という中立な名前が与えられることが合意された。その数学的な予測は偉大な知的快挙であったが、エアリーが疑問視していたニュートンの万有引力が太陽系の境界にさえも優先することを示した。
アダムズは、チャリスやエアリーに対する恨みは抱かず、自身が天文学界を説得できなかったことを受け入れた。
対照的に、ルヴェリエは尊大で自己主張が強く、そのためイギリスの科学界では彼はアダムズの陰に隠れ、フランスでも一般的にルヴェリエへの同情はほとんど見られなかった。1874年から1876年にかけて、アダムズは王立天文学会の会長を務め、この間に彼はルヴェリエに金メダルを贈った。

## 後の分析

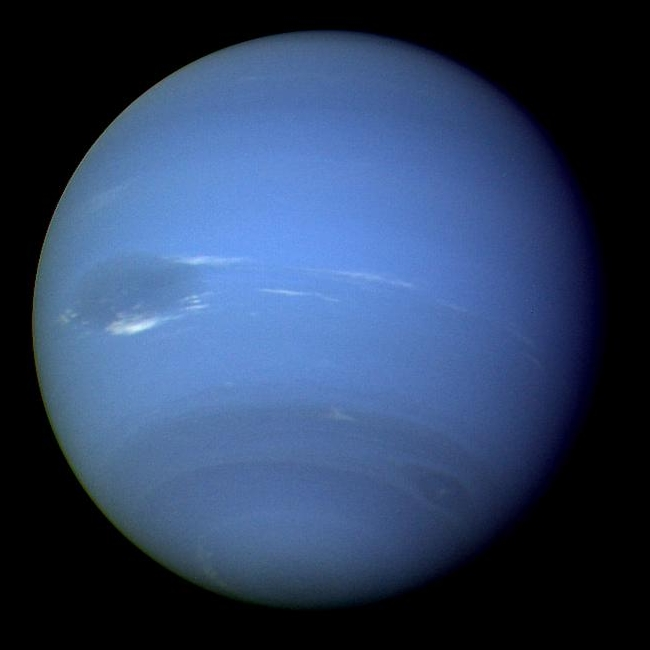
ボイジャー2号が1989年に撮影した海王星

海王星の発見者はアダムズとルヴェリエとされるべきだという社会通念 は、1846年のエアリー、チャリスとアダムズによる報告に疑念が呈され、近年疑われつつある。
1999年、グリニッジ天文台が紛失していたアダムズからエアリーへの書簡で、チリの天文学者オリン・エッゲンが所持していたものが彼の死後に再発見された。2003年のインタビューで、歴史家のNicholas Kollerstromは、海王星についてのアダムズの主張はこれまで考えられていたよりもずっと弱く、惑星の正確な位置についても、推定20°の弧の中で何度も迷っていたと結論づけた。若者の知性を故意に無視する時代遅れの上司としてのエアリーの役割はその多くが、海王星の発見におけるアダムズの、そしてイギリスの貢献を補強するために、実際に海王星が発見された後に作られたものである。Sheehan, Kollerstrom, Waffが後にサイエンティフィック・アメリカン誌に投稿した論文ではより大胆に「イギリスが盗んだ海王星」と題し、「功績はルヴェリエ単独のものである」と結論付けている。

## 海王星を発見した望遠鏡
海王星の発見に用いられた望遠鏡は、後のMerz und Mahler社が製造した、ベルリン天文台の口径9.6インチの色収差補正(アクロマート)屈折望遠鏡であった。この時代としては高性能の望遠鏡であり、入手可能な中で最大の色収差補正2枚レンズの望遠鏡であり、赤道儀式架台上の望遠鏡であった。さらに、長さ4mの鏡筒は地球の自転に合わせて時計回りに回転することができた。最終的にこの望遠鏡はミュンヘンのドイツ博物館に移設され、21世紀になっても展示され続けている。

## 書籍
- Airy, G. B. (1847). “Account of some circumstances historically connected with the discovery of the planet exterior to Uranus”. Memoirs of the Royal Astronomical Society 16:  385-414. Bibcode: 1847MmRAS..16..385A.
- Airy, W. (ed.) (1896). The Autobiography of Sir George Biddell Airy. Cambridge University Press from Project Gutenberg
- [Anon.] (1911) "John Couch Adams, Encyclopadia Britannica
- [Anon.] (2001) "Bouvard, Alexis", Encyclopadia Britannica, Deluxe CDROM edition
- Baum, R. & Sheehan, W. (1997). In Search of Planet Vulcan: The Ghost in Newton's Clockwork Universe. Plenum. ISBN 0-306-45567-6
- Bouvard, A. (1821), Tables astronomiques publiees par le Bureau des Longitudes de France, Paris, FR: Bachelier
- Chapman, A. (1988). “Private research and public duty: George Biddell Airy and the search for Neptune”. Journal for the History of Astronomy 19 (2):  121-139. Bibcode: 1988JHA....19..121C.
- Dieke, S. (1970). “Heinrich Louis D' Arrest”. Dictionary of Scientific Biography. Vol. 1. New York: Charles Scribner's Sons. pp. 295–296. ISBN 0-684-10114-9.
- Doggett, L. E. (1997) "Celestial mechanics", in Lankford, J. (ed.) (1997). History of Astronomy, an Encyclopedia. pp. 131-40
- Dreyer, J. L. E. & Turner, H. H. (eds) (1987) [1923]. History of the Royal Astronomical Society [1]: 1820-1920. pp. 161-2
- Grosser, M. (1962). The Discovery of Neptune. Harvard University Press. ISBN 0-674-21225-8
- ? (1970). “Adams, John Couch”. Dictionary of Scientific Biography. Vol. 1. New York: Charles Scribner's Sons. pp. 53–54. ISBN 0-684-10114-9. {{cite encyclopedia}}: |author=に数値が入力されています。 (説明)
- Harrison, H. M (1994). Voyager in Time and Space: The Life of John Couch Adams, Cambridge Astronomer. Lewes: Book Guild, ISBN 0-86332-918-7
- Hughes, D. W. (1996). “J. C. Adams, Cambridge and Neptune”. Notes and Records of the Royal Society 50 (2):  245-8. doi:10.1098/rsnr.1996.0027.
- Hutchins, R. (2004) "Adams, John Couch (1819-1892)", Oxford Dictionary of National Biography, Oxford University Press, accessed 23 August 2007 (要購読、またはイギリス公立図書館への会員加入)
- J. W. L. G. [J. W. L. Glaisher] (1882-3). “James Challis”. Monthly Notices of the Royal Astronomical Society 43:  160-79.
- Kollerstrom, Nick (2001年). “Neptune's Discovery. The British Case for Co-Prediction”.   Unuiversity College London. 2005年11月11日時点のオリジナルよりアーカイブ。2007年3月19日閲覧。
- Moore, P. (1996). The Planet Neptune: An Historical Survey before Voyager. Praxis. ISBN 0-471-96015-2
- Nichol, J. P. (1855). The Planet Neptune: An Exposition and History. Edinburgh: James Nichol
- O'Connor, J. J. & Robertson, E. F. (1996年). “Mathematical discovery of planets”. MacTutor History of Mathematics archive.   University of St. Andrews. 2007年9月17日閲覧。
- Rawlins, Dennis (1992). “The Neptune Conspiracy” (PDF). DIO, the International Journal of Scientific History 2 (3):  115-142.
- Rawlins, Dennis (1994). “Theft of the Neptune papers” (PDF). DIO, the International Journal of Scientific History 4 (2):  92-102.
- Rawlins, Dennis (1999). “British Neptune Disaster File Recovered” (PDF). DIO, the International Journal of Scientific History 9 (1):  3-25.
- Sampson, R.A. (1904). “A description of Adams’s manuscripts on the perturbations of Uranus”. Memoirs of the Royal Astronomical Society 54:  143-161. Bibcode: 1904MmRAS..54..143S.
- Sheehan, W. & Baum, R. (September 1996). “Neptune's Discovery 150 Years Later”. Astronomy:  42–49.
- Sheehan, W. & Thurber, S. (2007). “John Couch Adams's Asperger syndrome and the British non-discovery of Neptune”. Notes and Records of the Royal Society 61 (3):  285-299. doi:10.1098/rsnr.2007.0187.
- Sheehan, W. et al. (2004). The Case of the Pilfered Planet — Did the British steal Neptune? Scientific American
- Smart, W. M. (1946). “John Couch Adams and the discovery of Neptune”. Nature 158 (4019):  648-652. Bibcode: 1946Natur.158..648S. doi:10.1038/158648a0.
- ? (1947). “John Couch Adams and the discovery of Neptune”. Occasional Notes of the Royal Astronomical Society 2:  33-88.
- Smith, R. W. (1989). “The Cambridge network in action: the discovery of Neptune”. Isis 80 (303):  395-422. doi:10.1086/355082.
- Standage, T. (2000). The Neptune File. Penguin Press
- Unknown. (October 11, 1980). “Did Galileo See Neptune?”. Science News 118 (15):  231. doi:10.2307/3965133. JSTOR 3965133.